# 2025年世界水泳選手権ネパール選手団
2025年世界水泳選手権ネパール選手団は、2025年7月11日から8月3日までシンガポールで開催された第22回世界水泳選手権のネパール選手団、およびその競技結果。

## 選手団
- 人員: 選手 4人

## 選手名簿・結果
| 選手                     | 種目              | 予選      | 予選 | 準決勝   | 準決勝   | 決勝     | 決勝     |
| 選手                     | 種目              | 結果      | 順位 | 結果     | 順位     | 結果     | 順位     |
| ------------------------ | ----------------- | --------- | ---- | -------- | -------- | -------- | -------- |
| アジャル・タムラカール   | 男子50m自由形     | 25秒16    | 87位 | 予選敗退 | 予選敗退 | 予選敗退 | 予選敗退 |
| アジャル・タムラカール   | 男子50mバタフライ | 26秒49    | 77位 | 予選敗退 | 予選敗退 | 予選敗退 | 予選敗退 |
| アーヴィン・シュレシュタ | 男子100m自由形    | 54秒81    | 85位 | 予選敗退 | 予選敗退 | 予選敗退 | 予選敗退 |
| アーヴィン・シュレシュタ | 男子200m自由形    | 2分02秒83 | 57位 | 予選敗退 | 予選敗退 | 予選敗退 | 予選敗退 |
| アーリア・マハルジャン   | 女子50m自由形     | 30秒07    | 84位 | 予選敗退 | 予選敗退 | 予選敗退 | 予選敗退 |
| アーリア・マハルジャン   | 女子100m自由形    | 1分05秒43 | 75位 | 予選敗退 | 予選敗退 | 予選敗退 | 予選敗退 |
| ドゥアナ・ラマ           | 女子200m自由形    | 2分13秒40 | 44位 | 予選敗退 | 予選敗退 | 予選敗退 | 予選敗退 |
| ドゥアナ・ラマ           | 女子100m平泳ぎ    | 1分17秒71 | 55位 | 予選敗退 | 予選敗退 | 予選敗退 | 予選敗退 |